# Coatepec Harinas
Coatepec Harinas é um município do estado do México, no México.